# 安托萬·夏爾·路易·德·拉薩爾

安托萬·夏爾·路易，拉薩爾伯爵（Antoine Charles Louis, Comte de Lasalle，1775年5月10日－1809年7月6日）生於法國梅斯，是法國大革命戰爭及拿破崙戰爭時期的驃騎兵將領，以戰鬥勇猛、不懼危險和風流好色聞名。他曾表示:“一個驃騎兵如果年過三十仍未戰死沙場就是個窩囊廢。”
拉薩爾從義大利戰場便開始追隨拿破崙，拉薩爾在里沃利戰役中僅率領26名騎兵便俘虜了奧地利軍一整個營。後參與了金字塔戰役、奧斯特利茨戰役、耶拿戰役。1806年拉薩爾率軍追擊敗退的普魯士軍，並俘虜了千餘人，他率領的騎兵旅因此贏得了地獄旅的外號。1808年被拿破崙封為伯爵。1809年拉薩爾在瓦格拉姆戰役中率領重騎兵衝鋒時陣亡，年僅34歲。

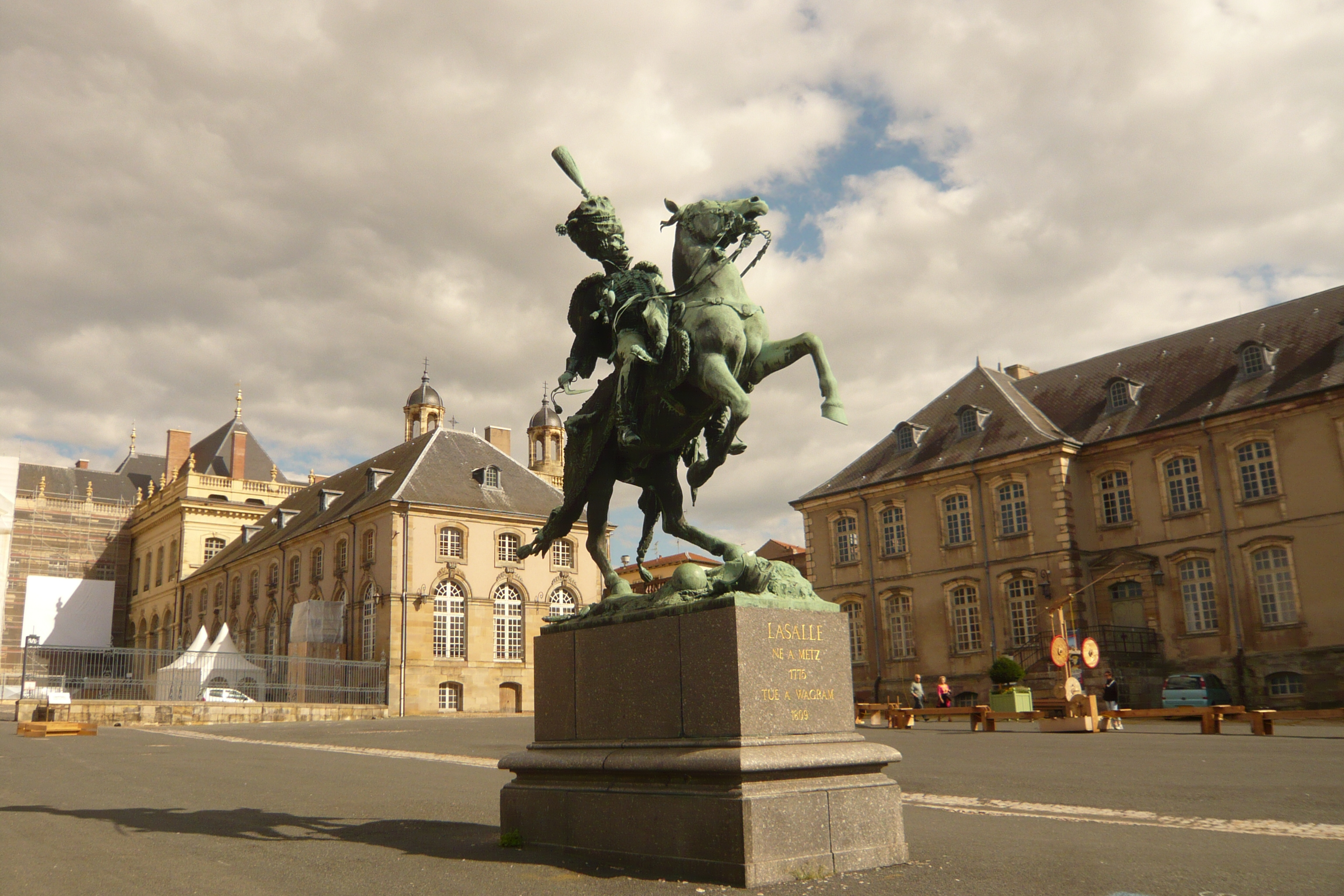
位於法國呂內維爾的拉薩爾雕像。